# Tetrastichium fontanum
Tetrastichium fontanum (Mitt.) Cardot, 1908 é um musgo pleurocárpico pertencente à família Hookeriaceae da ordem Hookeriales. Não está listada qualquer subespécie no Catalogue of Life.